# Pietro Filippo Scarlatti
Pietro Filippo Scarlatti (Roma, Estados Pontificios, 5 de enero de 1679 - Nápoles, Reino de Nápoles, 22 de febrero de 1750) fue un compositor, organista y maestro de coro italiano.

## Vida
Pietro Filippo fue el hijo mayor de Alessandro Scarlatti y hermano del también compositor Domenico Scarlatti. Comenzó su carrera musical en 1705 como maestro de coro de la catedral de Urbino. Tres años después, en 1708, su padre lo llevó a Nápoles, donde llegaría a ser organista de la corte. En 1728 se estrenó su única ópera, Clitarco, en el Teatro San Bartolomeo de Nápoles. Desafortunadamente, la partitura de la misma se ha perdido. Otras obras importantes incluyen tres cantatas y una multitud de toccatas para teclado, una de las cuales ha sido grabada por Luciano Sgrizzi.
- Datos: Q470269